# Knaresborough

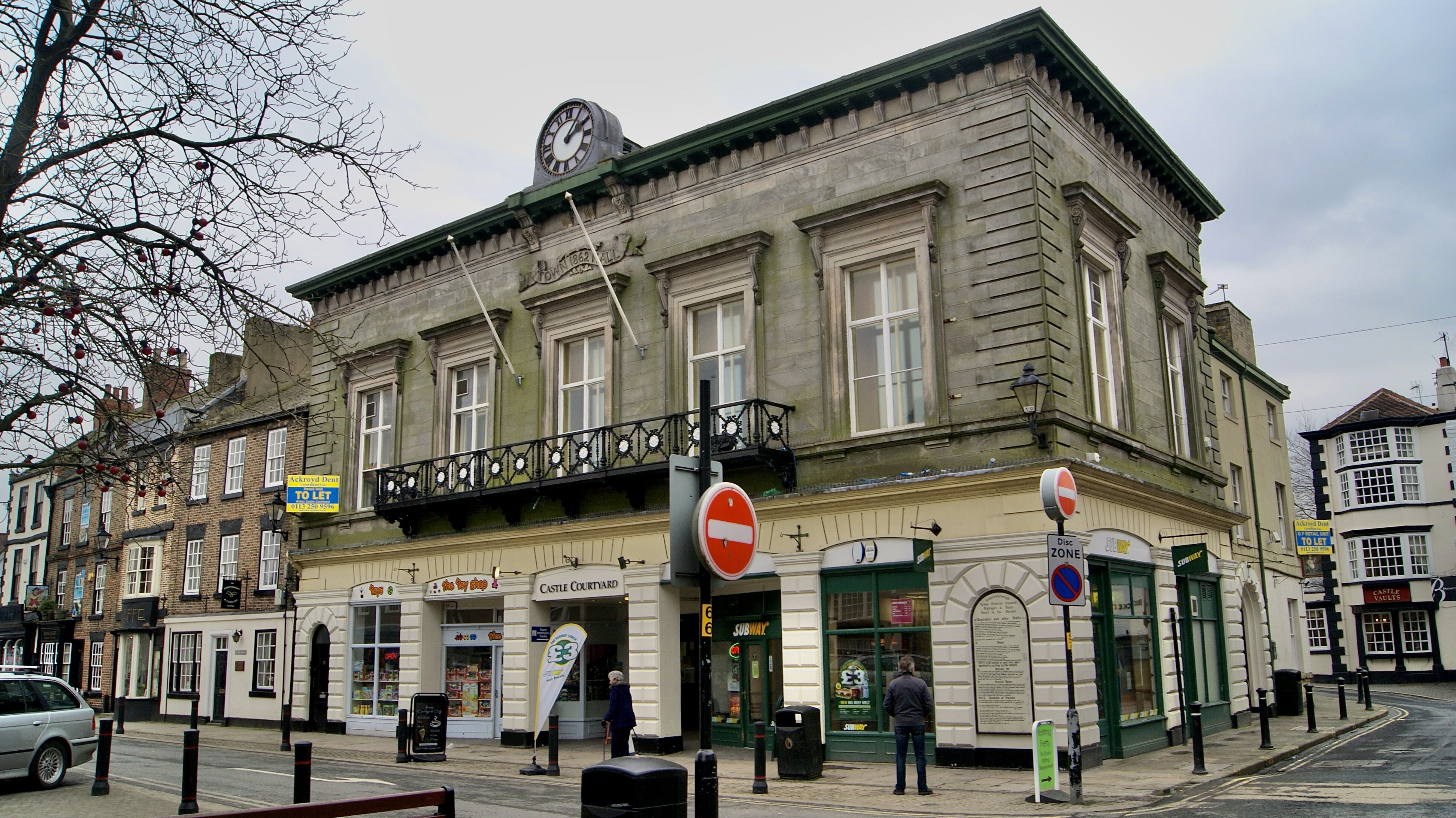
Municipio di Knaresborough

Knaresborough è un paese di 15 441 abitanti della contea del North Yorkshire, in Inghilterra.
Presso il paese si trova una grotta nella quale sarebbe nata Madre Shipton.